# 유일호
유일호(柳一鎬, 1955년 3월 30일~)는 대한민국의 정치인이다. 제18·19대 국회의원이다. 제3대 경제부총리 겸 기획재정부 장관을 지냈다.

## 학력
- 경복국민학교 졸업
- 중앙중학교 졸업
- 경기고등학교 졸업
- 1981년 서울대학교 경제학 학사
- 1984년 펜실베이니아 대학교 대학원 경제학 석사
- 1989년 펜실베이니아 대학교 대학원 경제학 박사

## 경력
- 미국 클리블랜드주립대학교 초빙교수
- 한국개발연구원 연구위원
- 한국조세연구원 부원장
- 한국계량경제학회 평의원
- 대통령자문 정책기획위원회 위원
- 한국조세연구원 원장
- 한국금융학회 이사
- 한국경제학회 이사
- 건국대학교 객원교수
- 한국개발연구원 국제정책대학원대학교 교수
- 조세개혁특별위원회 위원장
- 대통령직인수위원회 정책기획위원회 자문위원
- 중앙대학교 겸임교수
- 국회 미래창조과학방송통신위원회 위원
- 제2대 국토교통부 장관
- 국회 보건복지위원회 위원
- 국회 기획재정위원회 위원
- 한나라당 정책위원회 수석부의장
- 새누리당 원내부대표
- 새누리당 서울특별시당 위원장
- 새누리당 대변인
- 부총리 겸 제3대 기획재정부 장관
- 국무총리 직무대행
- 서울대학교 행정대학원 초빙교수
- 미래통합당 송파구 을 21대 총선 선대위원장
- 법무법인(유한) 클라스 고문
- 국회 국민통합위원회 경제분과위원
- 국민의힘 최재형 제20대 대통령 선거 예비후보 열린캠프 명예 공동선거대책위원장
- 건국대학교 부동산대학원 석좌교수
- 케이정책플랫폼 자문위원
- 국민의힘 살리는 선거대책위원회 총괄특보단 정책특보단장
- 국민의힘 제20대 대통령 선거 윤석열 대통령 후보 직속 총괄특보단 정책특보단장
- 삼성생명 사외이사
  - 삼성생명 감사위원회 위원
  - 삼성생명 내부거래위원회 위원장
  - 삼성생명 위험관리위원회 위원
- 김기현 이기는 캠프 선거대책위원회 위원장
- 효성 사외이사
  - 효성 사외이사후보 추천위원회 위원
  - 효성 감사위원회 위원
- 재단법인 백선엽장군기념재단 자문위원 겸 백선엽장군기념사업회 이사
- KBS강태원복지재단 이사장
- 안민정책포럼 이사장
- 국민의힘 4·10 총선 중앙선거대책위원회 산하 민생경제특별위원회 위원장
- 법무법인(유한) 클라스한결 고문
- 대통령 직속 규제개혁위원회 민간위원장

## 가족 관계
- 부친은 6, 9, 10, 11, 12대 국회의원(경기도 평택), 민주한국당 총재, 12대 대통령 후보를 역임한 유치송으로, 박근혜의 측근으로 활약하는 대표적인 '2세 정치인들' 중에 하나다.[2]

## 역대 선거 결과
|  | 61.98% |

|  | 49.94% |

## 소속 정당
| 소속 정당 | 소속 정당  | 소속 기간 | 비고      |
| --------- | ---------- | --------- | --------- |
|           | 한나라당   | 2008~2012 | 정계 입문 |
|           | 새누리당   | 2012~2017 | 당명 변경 |
|           | 자유한국당 | 2017~2020 | 당명 변경 |
|           | 미래통합당 | 2020      | 합당      |
|           | 국민의힘   | 2020~현재 | 당명 변경 |

## 같이 보기
- 송파구 을
- 서울 송파구의 국회의원
- 대한민국의 국토교통부 장관
- 대한민국의 기획재정부 장관
- 대한민국의 경제부총리
- 대한민국의 국무총리